# Božeteh
Božeteh war zwischen 1000 und 1030 unter König Krešimir III. und dessen Mitregent Gojslav der vierte Ban des mittelalterlichen Königreiches Kroatien.
Er wird erwähnt in einer Urkunde von König Petar Krešimir IV. dem Großen aus dem Jahr 1068.